# Ivi López
Ivi López, właśc. Iván López Álvarez (ur. 29 czerwca 1994 w Madrycie) – hiszpański piłkarz, występujący na pozycji ofensywnego pomocnika lub środkowego napastnika, od 2020 w polskim klubie Raków Częstochowa.
Mistrz Polski, dwukrotny zdobywca Pucharu Polski, dwukrotny zdobywca Superpucharu Polski, król strzelców Ekstraklasy w sezonie 2021/2022.

## Kariera klubowa
Grę w piłkę nożną rozpoczął w amatorskim klubie CU Collado Villalba. Od 15. roku życia trenował w Getafe CF. W 2013 roku został włączony do składu drużyny rezerw. W pierwszym zespole rozegrał łącznie 9 ligowych spotkań w Primera División. W latach 2015–2017 grał w trzecioligowym Sevilla Atlético. W sierpniu 2017 roku za kwotę 1,5 mln euro przeniósł się do Levante UD, podpisując czteroletni kontrakt. Rozegrał dla tego klubu w sezonie 2017/18 29 spotkań, w których zdobył 4 gole. Od rozpoczęcia sezonu 2018/19 rozpoczął występy na wypożyczeniu do Realu Valladolid oraz następnie do zespołów Segunda División, kolejno: Sportingu Gijón, SD Huesca i SD Ponferradina. 

### Raków Częstochowa
We wrześniu 2020 roku podpisał czteroletni kontrakt z Rakowem Częstochowa prowadzonym przez Marka Papszuna. W swoim pierwszym sezonie, przyczynił się do zdobycia przez klub Pucharu Polski, zdobywając gola w wygranym 2:1 finale przeciwko Arce Gdynia na Arenie Lublin. 17 lipca 2021 wywalczył Superpuchar Polski, pokonując Legię Warszawa na Stadionie Wojska Polskiego (1:1 w regulaminowym czasie, 4:3 w serii rzutów karnych, jedna z bramek w serii to bramka Lópeza).
2 maja 2022 ponownie zdobył Puchar Polski, wygrywając 3:1 z Lechem Poznań na Stadionie Narodowym. 23 maja 2022 podczas organizowanej przez Ekstraklasę Gali Ekstraklasy, piłkarz został nagrodzony trzema statuetkami, w kategorii pomocnik sezonu, piłkarz sezonu 2021/22 oraz król strzelców zdobywając 20 bramek.
W sezonie 2022/2023 zdobył z Rakowem mistrzostwo Polski, a także po raz trzeci osiągnął finał Pucharu Polski, ale tym razem lepsza okazała się w nim Legia Warszawa. 28 czerwca 2023 doznał kontuzji zerwania więzadła krzyżowego, co wykluczyło go z udziału w rundach eliminacyjnych Ligi Mistrzów UEFA sezonu 2023/2024 i pierwszych kolejkach Ekstraklasy.

## Kontrowersje
12 maja 2023 Komisja Dyscyplinarna PZPN ukarała Ivána Lópeza karą dyskwalifikacji w wymiarze 3 meczów w rozgrywkach Pucharu Polski za „naruszenie nietykalności cielesnej zawodnika klubu Legia Warszawa” podczas rozgrywanego 10 dni wcześniej finału turnieju na Stadionie Narodowym.

## Statystyki

### Klubowe
(Aktualne na dzień 20 sierpnia 2023)
| Klub                   | Sezon              | Liga               | Liga  | Liga   | Puchar kraju | Puchar kraju | Kontynentalne | Kontynentalne | Inne  | Inne   | Suma  | Suma   |
| Klub                   | Sezon              | Liga               | Mecze | Bramki | Mecze        | Bramki       | Mecze         | Bramki        | Mecze | Bramki | Mecze | Bramki |
| ---------------------- | ------------------ | ------------------ | ----- | ------ | ------------ | ------------ | ------------- | ------------- | ----- | ------ | ----- | ------ |
| Getafe CF B            | 2012/13            | Segunda División B | 4     | 0      | –            | –            | –             | –             | –     | –      | 4     | 0      |
| Getafe CF B            | 2013/14            | Segunda División B | 33    | 8      | –            | –            | –             | –             | –     | –      | 33    | 8      |
| Getafe CF B            | 2014/15            | Segunda División B | 27    | 3      | 1            | 0            | –             | –             | –     | –      | 28    | 3      |
| Getafe CF B            | Łącznie            | Łącznie            | 64    | 11     | 1            | 0            | 0             | 0             | 0     | 0      | 65    | 11     |
| Getafe CF              | 2013/14            | La Liga            | 1     | 0      | –            | –            | –             | –             | –     | –      | 1     | 0      |
| Getafe CF              | 2014/15            | La Liga            | 8     | 0      | –            | –            | –             | –             | –     | –      | 9     | 0      |
| Getafe CF              | Łącznie            | Łącznie            | 9     | 0      | 0            | 0            | 0             | 0             | 0     | 0      | 10    | 0      |
| Sevilla Atlético       | 2015/16            | Segunda División B | 32    | 9      | –            | –            | –             | –             | 6     | 0      | 38    | 9      |
| Sevilla Atlético       | 2016/17            | Segunda División   | 35    | 14     | –            | –            | –             | –             | –     | –      | 35    | 14     |
| Sevilla Atlético       | Łącznie            | Łącznie            | 67    | 23     | 0            | 0            | 0             | 0             | 6     | 0      | 73    | 23     |
| Levante UD             | 2017/18            | La Liga            | 29    | 4      | 3            | 1            | –             | –             | –     | –      | 32    | 5      |
| Real Valladolid (wyp.) | 2018/19            | La Liga            | 3     | 0      | 2            | 0            | –             | –             | –     | –      | 5     | 0      |
| Sporting Gijón (wyp.)  | 2018/19            | Segunda División   | 7     | 0      | –            | –            | –             | –             | –     | –      | 7     | 0      |
| SD Huesca (wyp.)       | 2019/20            | Segunda División   | 7     | 1      | 2            | 0            | –             | –             | –     | –      | 9     | 1      |
| SD Ponferradina (wyp.) | 2019/20            | Segunda División   | 14    | 3      | –            | –            | –             | –             | –     | –      | 14    | 3      |
| Raków Częstochowa      | 2020/21            | Ekstraklasa        | 26    | 9      | 5            | 4            | –             | –             | –     | –      | 31    | 13     |
| Raków Częstochowa      | 2021/22            | Ekstraklasa        | 32    | 20     | 6            | 2            | 6             | 0             | 1     | 0      | 45    | 22     |
| Raków Częstochowa      | 2022/23            | Ekstraklasa        | 27    | 9      | 4            | 1            | 5             | 4             | 1     | 0      | 37    | 14     |
| Raków Częstochowa      | 2023/24            | Ekstraklasa        | 4     | 0      | 0            | 0            | 0             | 0             | 0     | 0      | 4     | 0      |
| Raków Częstochowa      | 2024/25            | Ekstraklasa        | 17    | 5      | 0            | 0            | –             | –             | –     | –      | 17    | 5      |
| Raków Częstochowa      | Łącznie            | Łącznie            | 106   | 43     | 15           | 7            | 11            | 4             | 2     | 0      | 134   | 54     |
| Łącznie w karierze     | Łącznie w karierze | Łącznie w karierze | 306   | 85     | 23           | 8            | 11            | 4             | 8     | 0      | 348   | 97     |

## Sukcesy

### Klubowe

#### Raków Częstochowa
- Mistrzostwo Polskiː 2022/2023[9]

- Wicemistrzostwo Polskiː 2020/2021, 2021/2022, 2024/2025
- Puchar Polskiː 2020/2021, 2021/2022
- Superpuchar Polski: 2021, 2022
- Najlepszy strzelec Ekstraklasy: 2021/2022

### Indywidualne
- Pomocnik sezonu podczas Gali Ekstraklasy: 2022
- Piłkarz sezonu podczas Gali Ekstraklasy: 2022
- Król strzelców podczas Gali Ekstraklasy: 2022 (20 goli)